# Marten Soolmans y Oopjen Coppit
Los retratos de boda de Marten Soolmans y Oopjen Coppit son los retratos de mayor tamaño pintados por el pintor holandés Rembrandt van Rijn. Cada uno mide 207,5 × 132 cm y datan de 1634. Los retratos de cuerpo entero son pendant (pareja) uno del otro.

## Antecedentes de los temas
Marten Soolmans (1613-1641) era hijo de Jan Soolmans, un comerciante de azúcar que había huido de Amberes antes del Sitio y al parecer de modales bastante rudos; tuvo que responder más de ochenta veces ante el consistorio por peleas, abuso verbal y violencia doméstica. El padre de Martin pertenecía a una de las muchas familias inmigrantes flamencas que, además de los judíos sefardíes expulsados y los hugonotes franceses que habían huido, tuvieron una participación importante en la Edad de Oro holandesa. Oopjen Coppit, nacida en 1611, procedía de una antigua y rica familia de la regencia que había hecho una fortuna en el comercio de cereales y pólvora. Oopjen recibió 35.000 florines como dote. 
El 9 de junio de 1633 recibieron su notificación de matrimonio y el 28 de junio de 1633, Marten (entonces de 20 años) y Oopjen (con 22) se casaron. En ese momento, Marten todavía vivía en Rapenburg en Leiden, pero abandonó sus estudios. Luego se hicieron retratar por Rembrandt en 1634. Según Taco Dibbits, director del Rijksmuseum, fue un matrimonio por amor dada la gran diferencia en los antecedentes familiares. Estas pinturas son los únicos retratos de Rembrandt en los que las figuras representadas son de tamaño natural, de pie y de cuerpo entero, un estilo reservado a la más alta nobleza europea. Soolmans pagó 500 florines por las dos pinturas.
Se desconoce el motivo de la elección de Rembrandt como retratista. Es posible que Rembrandt y Marten, que estudiaron derecho en Leiden de 1628 a 1631, se conocieran; o tal vez porque Soolmans vivía en Ámsterdam en la Nieuwe Hoogstraat (cerca de la actual Trippenhuis), no lejos de Jodenbreestraat, donde Rembrandt vivía en la casa de su socio comercial, el marchante de arte Hendrick van Uylenburgh.
Los Soolmans tuvieron tres hijos: Hendrick (1634), Jan (1636) y Cornelia (1637). En 1646, Oopjen, que ya era viuda en ese momento, vendió varias casas en el Jordaan. En 1660, ambos retratos colgaban en la sala delantera de su casa en el Singel. Oopjen poseía otra pintura de Rembrandt: El anciano y la Sagrada Familia. Después de la muerte de Marten Soolmans, Oopjen se volvió a casar después de 1646 con el capitán Marten Pietersz, activo en el Brasil holandés hasta 1641 y que vivía en Maartensdijk. En 1650 participó en la defensa de Ámsterdam. Oopjen se encargó de la administración familiar por su esposo, quien dirigió y tuvo que mantener un regimiento de rehenes en Naarden. En 1651 se bautizó su hijo Henderick. En 1674 Oopjen vivía en Herengracht.

## Presentación

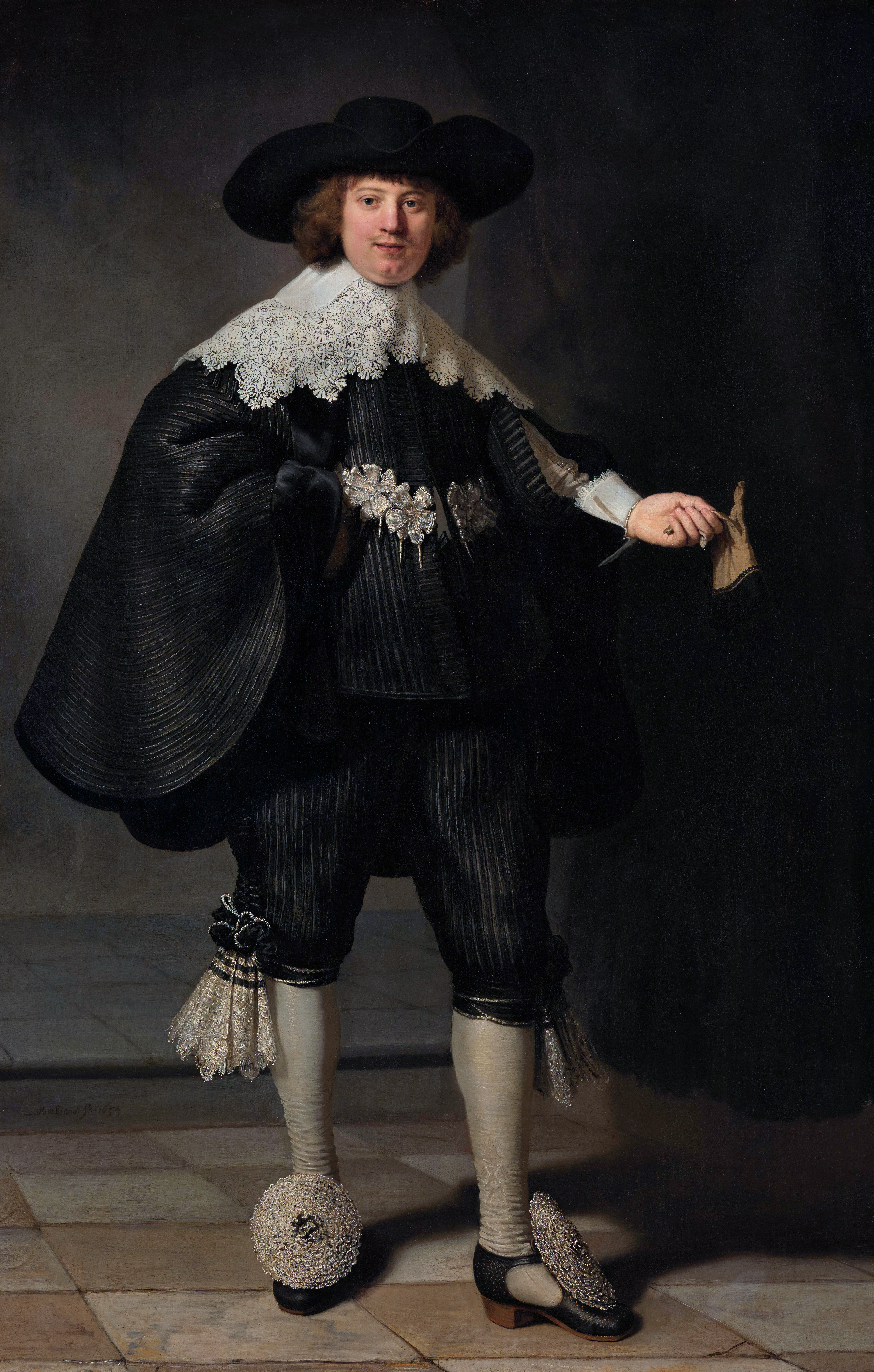
Solo el retrato de Marten Soolmans está fechado y firmado.

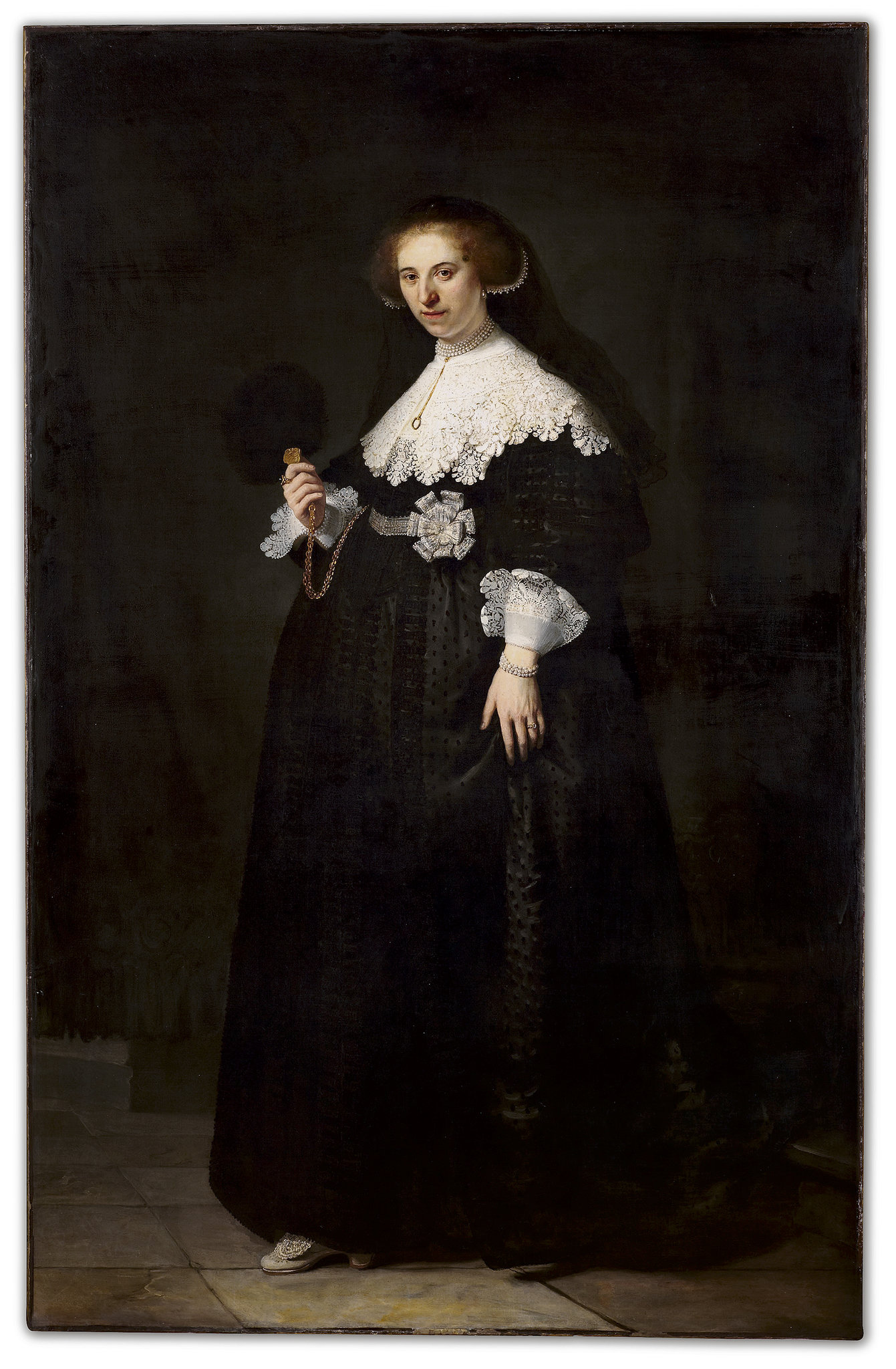
Oopjen Coppit.

### Iconografía
Ambas figuras se muestran de cuerpo entero y se ven como conjunto: Marten a la izquierda y Oopjen a la derecha. Rembrandt pintó ambos retratos de la forma más realista posible utilizando la perspectiva (por ejemplo, en el suelo de baldosas) y el claroscuro, en el que la luz siempre procede de la izquierda, la dirección habitual de la luz en los retratos de la Holanda del siglo XVII. Era costumbre que cuando una pareja se dejara pintar por separado, las obras fueran contrapartidas entre sí. La imagen del hombre casi siempre colgaba a la izquierda y la de la mujer a la derecha junto a ella. La luz en la pintura del hombre, como aquí, normalmente recaía solo en una parte de su rostro. Debido a que la otra parte quedaba en la sombra, el pintor podía darle más plasticidad a la cabeza masculina. La cabeza de la mujer suele captar la luz de frente, por lo que el cuadro con el hombre suele verse más atractivo.
Oopjen está representada con un abanico de plumas negras con cadena de oro, cinturón con roseta, collar y pulseras de perlas, perlas también en los pendientes y el borde del velo y un anillo de diamantes en una fina cadena colgando desde el cuello. Luce cuello de encaje y puños anchos de encaje. Su piel blanca contrasta con su velo negro. Marten viste un precioso traje de satén negro, cuello y puños de encaje y enormes rosetones blancos en los zapatos. En ambas obras hay una sugerencia de movimiento: Oopjen baja una escalera y levanta su vestido para no tropezar, Marten le entrega el guante, símbolo del matrimonio.
En 1875, el pintor Eugène Fromentin vio las pinturas en Ámsterdam. Describió a la pareja, sin conocer sus identidades, así: "No es un príncipe, apenas un gran caballero; es un joven de buena cuna, educado, elegante. La mujer es esbelta, blanca y alta. Su hermosa cabeza ligeramente inclinada te mira con ojos tranquilos y su tez indeterminada deriva del vivo brillo de su cabello, que vira hacia el color rojizo. Una joven matrona de lo más respetable. Su mano derecha sostiene un abanico de plumas negras con una cadena de oro; la otra que cuelga es perfectamente blanca, esbelta, de un linaje selecto".

### Indicaciones de prosperidad
Tanto la escala de los retratos como los detalles indican lujo y abundancia, según el historiador de arte Gary Schwartz. Por ejemplo, la pareja está de pie sobre un piso de mármol, lo cual era raro en los Países Bajos en ese momento. Es el único suelo de mármol en una obra de Rembrandt.
La historiadora del arte Irene Groeneweg señala la similitud entre la ropa de Oopjen y la de la princesa de Orange Amalia van Solms en el retrato que Rembrandt le hizo en 1632. La corte era la fuente de la moda. Oopjen lleva un vestido de verano de seda negro ceñido un poco alto con una cinta con una roseta, sobre el amplio cuello de encaje luce collar de perlas y una fina cadena de la que pende un anillo de diamantes. Tiene un elegante corte de pelo rizado y lleva un abanico de plumas. Un velo negro protege la cabeza de la luz solar. Un lunar postizo en la sien izquierda realza su piel clara. Marten también está lujosamente vestido: bajo el cuello plano, un traje de seda rayada negro decorado con cinturón de cintas y rosetas, suntuosas ligas con encajes y grandes rosetas de encaje en los zapatos.

## Propietarios tras la muerte de Oopjen Coppit
Después de la muerte de Oopjen en Alkmaar en 1689, los retratos pasaron a manos de la familia Daey. Inicialmente, los dos retratos se conocían como Maerten Daey y su primera esposa Machteld van Doorn. Esta confusión puede explicarse por el hecho de que, después de la muerte de Marten, Oopjen se volvió a casar con el capitán Maerten Daey. A mediados del siglo XIX, las dimensiones y poses majestuosas de los retratados hicieron que se los considerara erróneamente El conde y la condesa de Egmond. No fue hasta 1956 que Isabella Henriette van Eeghen descubrió su verdadera identidad. En 1798 ambos cuadros fueron vendidos por los herederos del difunto Hendrik Daey. Fueron comprados por RM Pruyssenaar y Adriaan Daey por 4.000 florines. Un año después, Pieter van Winter compró las obras por 12.000 florines. Su hija Anna Louisa Agatha van Winter (1793-1877), casada con jhr. Willem van Loon (1794-1847) heredó estos retratos, entre otros, que posteriormente fueron vendidos por sus herederos en 1877, junto con otras 67 obras, al barón Gustave de Rothschild (1829-1911). La venta y salida de los Países Bajos de estas obras maestras provocó un debate.
Las obras rara vez se vieron en público después de su traslado a Francia. Se mostraron en Ámsterdam y Rotterdam durante cinco meses en la exposición de Rembrandt en 1956.

### Desde 2015
En la primavera de 2014, la familia Rothschild decidió vender los retratos. En 2015 se supo que Eric de Rothschild había solicitado una licencia de exportación para las dos pinturas. Los cuadros fueron adquiridos ese año por 160 millones de euros con el apoyo de los estados holandés y francés, con la intención de exhibirlos alternativamente en el Rijksmuseum y el Louvre. El retrato de Coppit es propiedad de Francia (con el apoyo del Banco de Francia), el de Soolmans del estado holandés. Las obras debían ser restauradas por adelantado por el Rijksmuseum. La compra y el plan de restauración fueron anunciados el 1 de febrero de 2015, luego de la conmoción anterior por el mal estado de las obras.
El 1 de febrero de 2016, los gobiernos francés y holandés celebraron un acuerdo. Estipulaba, entre otras cosas, que la pareja nunca se "divorciaría", nunca se prestaría a otras instituciones del museo y se exhibiría alternativamente en el Louvre y en el Rijksmuseum (primero por un período alterno de cinco, luego ocho años). Las pinturas fueron colgadas en el Louvre el 10 de marzo de 2016, donde estuvieron a la vista del público desde el 11 de marzo. A finales de junio de 2016 se trasladaron al Rijksmuseum y fueron colgadas en la Night Watch Room, en lugar de Compañía del capitán Reynier Reael de Frans Hals y Pieter Codde.

## Restauración
Ambos lienzos fueron restaurados en el Rijksmuseum en 2017-2018. El cuadro de Marten había sido previamente restaurado en Estados Unidos en 1952 y el de Oopjen en 1956 en el Rijksmuseum. Durante la restauración en 2017-2018, la investigación con macro fluorescencia de rayos X mostró que Rembrandt había colocado inicialmente los retratos frente a una puerta. Más tarde reemplazó ese fondo con una cortina negra. También las capas de barniz habían amarilleado debido al tiempo y el daño del humo de la iluminación antigua, un daño común en las pinturas antiguas, que luego se retiraron recuperándose el color original. No fue necesario retocar la pintura en sí. Hubo necesidad de raspar la abundante capa de cera, con la que se habían unido telas de soporte a los respaldos en 1956.
Las pinturas restauradas se mostraron por primera vez en la exposición de la Alta Sociedad en el Rijksmuseum del 8 de marzo al 3 de junio de 2018.